# エミル・クヨヴィッチ
エミル・クヨヴィッチ（Emir Kujović 、1988年6月20日 - ）は、ユーゴスラビア(現モンテネグロ)・ビイェロ・ポリェ出身の元サッカー選手。現役時代のポジションは、フォワード。

## クラブ経歴

### スウェーデン
ランズクルーナBoISでプロキャリアをスタート。2007年、ハルムスタッズBKに加入したが、すぐにファルケンベリFFにレンタルに出された。2008年にハルムスタッズに復帰し、シーズン初戦のゲフレIF戦で後半途中から加入後初出場。

### トルコ
2010年10月、トルコのカイセリスポルが2011年1月から4年契約での入団内定を発表した。2011年1月5日のMKEアンカラギュジュ戦で移籍後初ゴール。2013年、エラズースポルにレンタル移籍し3試合に出場した。

### スウェーデン復帰
2013年8月9日、IFKノルシェーピンに3年半契約で加入。

## 代表歴
2009年3月27日のベルギーとの試合でU-21代表デビュー。2015年11月にA代表初招集。

## 人物
ボシュニャク人である。兄のアイセルもサッカー選手で、ハルムスタッズでは4シーズンチームメイトだった。

## タイトル

### クラブ
IFKノルシェーピン
- アルスヴェンスカン (1): 2015
- スウェーデン・スーパーカップ (1): 2015

フォルトゥナ・デュッセルドルフ
- 2. ブンデスリーガ (1): 2017-18

ユールゴーデンIF
- アルスヴェンスカン (1): 2019

### 個人
IFKノルシェーピン
- アルスヴェンスカン 得点王 (1): 2015(21ゴール)